# Ardpatrick Point
Ardpatrick Point är en udde i Storbritannien.   Den ligger i kommunen Argyll and Bute och riksdelen Skottland, i den nordvästra delen av landet, 600 km nordväst om huvudstaden London.
Terrängen inåt land är platt åt sydväst, men åt nordost är den kuperad. Havet är nära Ardpatrick Point åt sydväst. Runt Ardpatrick Point är det mycket glesbefolkat, med 7 invånare per kvadratkilometer. Närmaste större samhälle är Tarbert, 16,8 km nordost om Ardpatrick Point. I omgivningarna runt Ardpatrick Point växer i huvudsak blandskog.